# Antoine-François Andréossy

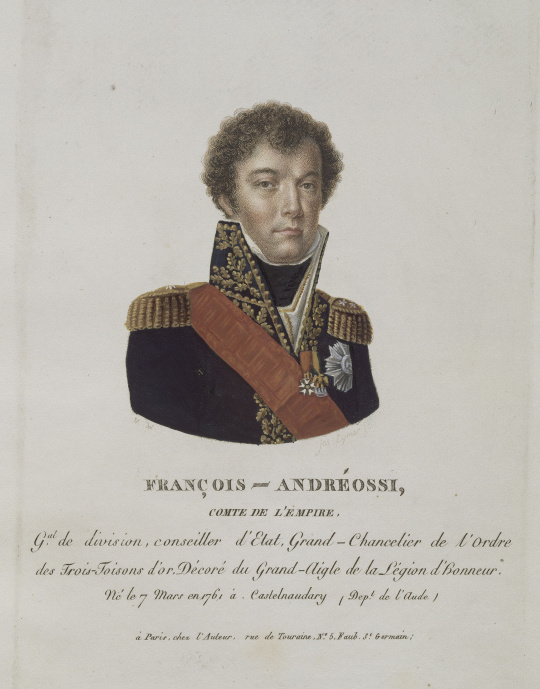
Antoine-François Andréossy.

Antoine-François Andréossy, född 6 mars 1761 och död 10 september 1828, var en fransk militär.

## Biografi
Andréossy var divisionsgeneral och chef för artilleriet och ingenjörskåren 1799, ambassadör i London 1802, i Wien 1809 och i Konstantinopel fram till 1814. Han deltog 1805–07 i kriget i Tyskland, slöt sig efter Waterloo till bourbonerna och blev 1821 chef för arméns förplägnadsväsen.